# BelAZ

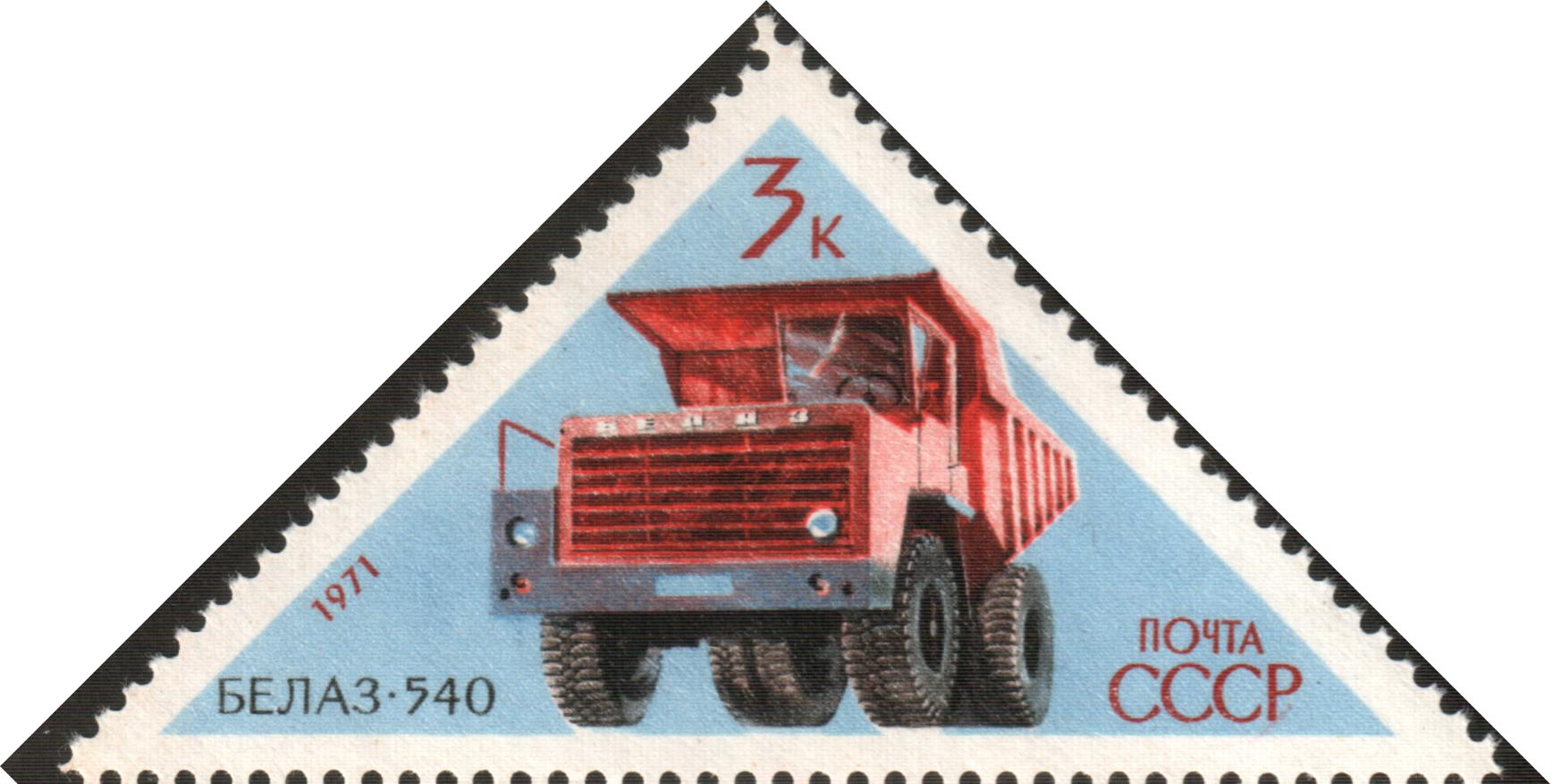
Sowjetische Briefmarke aus dem Jahr 1971. Die Abbildung zeigt einen BelAZ-540.

BelAZ (belarussisch БелАЗ – Беларускі аўтамабільны завод Belaruski autamabilny sawod, deutsch ‚Belarussisches Automobilwerk‘, deutsche Transkription eigentlich BelAS) ist ein belarussischer Fahrzeughersteller mit Hauptsitz in Schodsina. Das Unternehmen stellt Großmuldenkipper, schwere Erdbaugeräte wie Radlader, Betonmischfahrzeuge, aber auch Flugzeugschlepper oder Eisenbahngüterwagen her. Seit der Werkseröffnung 1948 wurden mehr als 130.000 Lkw und andere Maschinen nicht nur für die Regionen der ehemaligen UdSSR, sondern auch für 70 andere Länder, insbesondere in Osteuropa, hergestellt. Mit zwei Montagelinien in seinem Werk in Belarus produziert BelAZ jährlich etwa 2000 Fahrzeuge mit unterschiedlichen Kapazitäten, die je nach Kundenwunsch mit Teilen und Systemen anderer Hersteller ausgestattet werden können. Im Laufe seiner Geschichte hat das Unternehmen mehr als 500 Varianten von Muldenkippern und Bunkerwagen entwickelt. Laut seiner Website hat BelAZ einen Anteil von 30 % am Weltmarkt für superschwere Muldenkipper für den Bergbau und beliefert mehr als 80 Länder in aller Welt.

## Geschichte
Die Gründung von BelAZ geht zurück auf einen Erlass des Obersten Rats der Republik Belarus, damals Teil der Sowjetunion, vom 11. September 1946 zum Aufbau eines Werks für die Herstellung von Torfgewinnungsfahrzeugen, der 1948 umgesetzt wurde.
Im November 1958 wurde in einer Fabrik für Straßenbaumaschinen in Dormasch bei Schodsina ein schwerer Kipper für eine Zuladung von 25 Tonnen zusammengebaut. Die Einzelteile wurden vom Nutzfahrzeughersteller MAZ geliefert. Das Fahrzeug erhielt noch die Bezeichnung MAZ-525. Schon ein Jahr später wurde die Serienproduktion dieser 25-Tonnen-Kipper aufgenommen, die nun unter dem Namen BelAZ-525 hergestellt wurden. 1961 wurde der Prototyp BelAZ-540 mit 27 Tonnen Zuladung und zwei Jahre später der BelAZ-548 für eine Nutzlast von 40 Tonnen vorgestellt. Als im Jahr 1965 die Serienproduktion des BelAZ-540 startete, wurde die Produktion des BelAZ-525 eingestellt. Mitte der 1970er-Jahre wurden auch Muldenkipper mit einer maximalen Zuladung von 75 und 120 Tonnen entwickelt.
Zu Versuchszwecken baute man im Jahr 1979 einen 180-Tonnen-Muldenkipper mit der Typenbezeichnung BelAZ-7521. Auch ein 280 Tonnen schweres Fahrzeug wurde gebaut, das hauptsächlich im Tagebau in Russland Verwendung fand. In den 1980er und 1990er Jahren wurden zudem Flugzeugschlepper hergestellt, die Flugzeuge mit einem Gesamtgewicht von bis zu 200 Tonnen ziehen können. Gegenwärtig werden Fahrzeuge mit einer Zuladung von 30 bis 450 Tonnen angeboten.
Im Jahr 2006 wurde MoAZ Teil von BelAZ. MoAZ exportiert mehr als 60 % der produzierten Nutzfahrzeuge in die GUS-Staaten. Im Jahr 2012 errichtete die Firma mit dem chinesischen Unternehmen Geely International Corporation ein Joint Venture in Baryssau.
Am 21. Juni 2021 wurde das Automobilwerk, das verantwortlich für die Repression gegen die Zivilgesellschaft ist, von der EU als „eine bedeutende Einnahmequelle für das Lukaschenka-Regime“ sanktioniert. In seiner Entscheidung wies der Europäische Rat darauf hin, dass die Aktiengesellschaft, deren Mitarbeiter, die an Streiks und friedlichen Protesten teilgenommen hatten, von der Unternehmensleitung mit Entlassung bedroht und eingeschüchtert worden wären, auch ihre Räumlichkeiten und Ausrüstung für die Durchführung einer politischen Aktion zur Unterstützung des Regimes zur Verfügung stellte. Beispielsweise wurde eine Gruppe von Menschen in Räumen des Werks eingeschlossen, um sie daran zu hindern, sich anderen Demonstranten anzuschließen, während die Unternehmensleitung den Streik den Medien als Produktionsversammlung ausgab. Außerdem wurde das Werk von Kanada und der Schweiz in ihre Sanktionslisten aufgenommen.
Als Reaktion auf die Sanktionen stellten Rolls-Royce Group, Becker Group und ihrer Vertreiber Geramatic OY, Danfoss, Liebherr und Yokohama die Zusammenarbeit mit OJSC „BELAZ“ ein.
Im März 2023 nahm das US-Finanzministerium BelAZ und seinen CEO Sjarhej Nikifarowitsch in die Liste der Specially Designated Nationals and Blocked Persons (SDN) auf. Im Mai 2023 verhängte die Ukraine zudem Sanktionen gegen BelAZ.

## Modelle

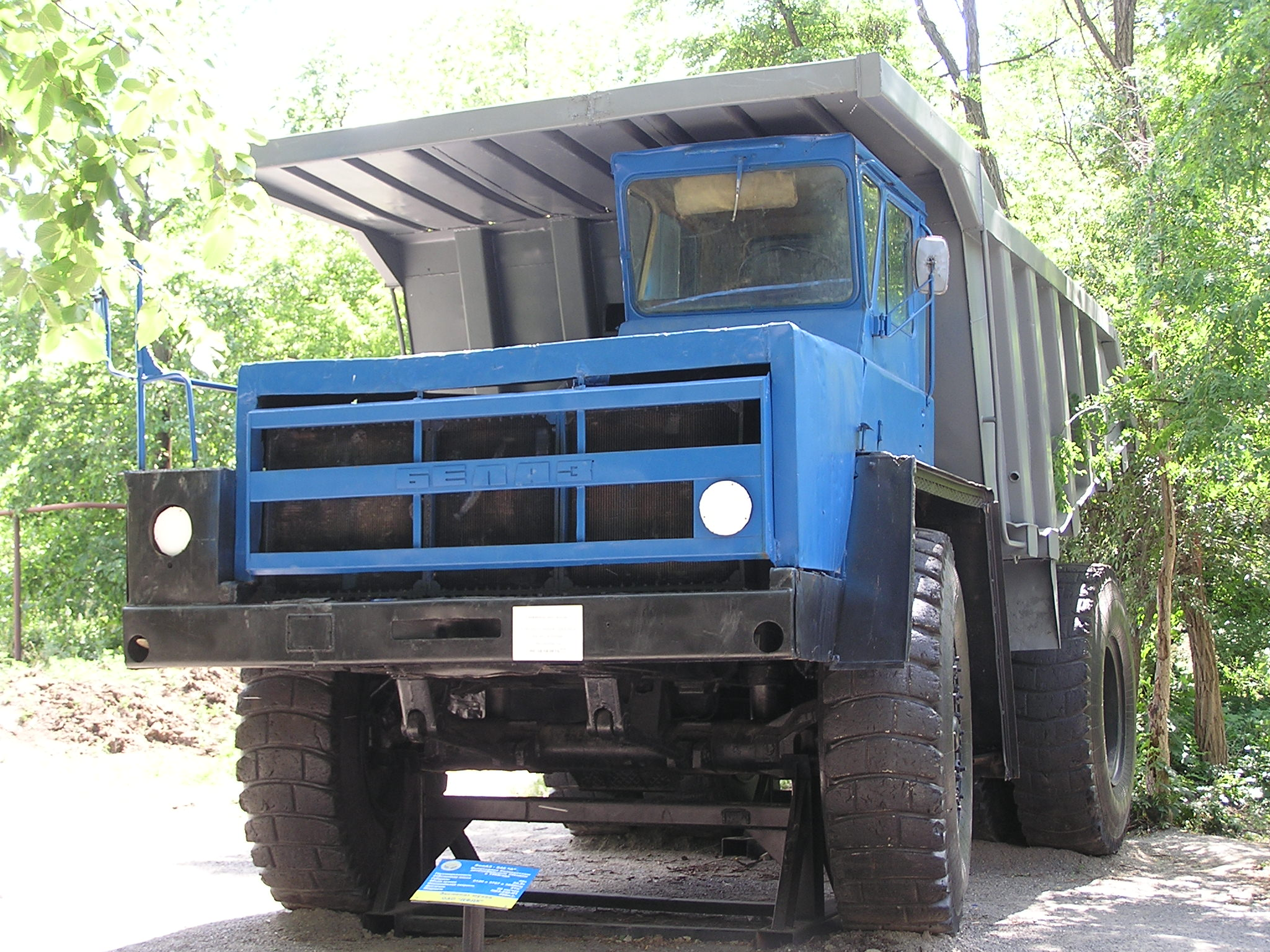
BelAZ-548A (1967)

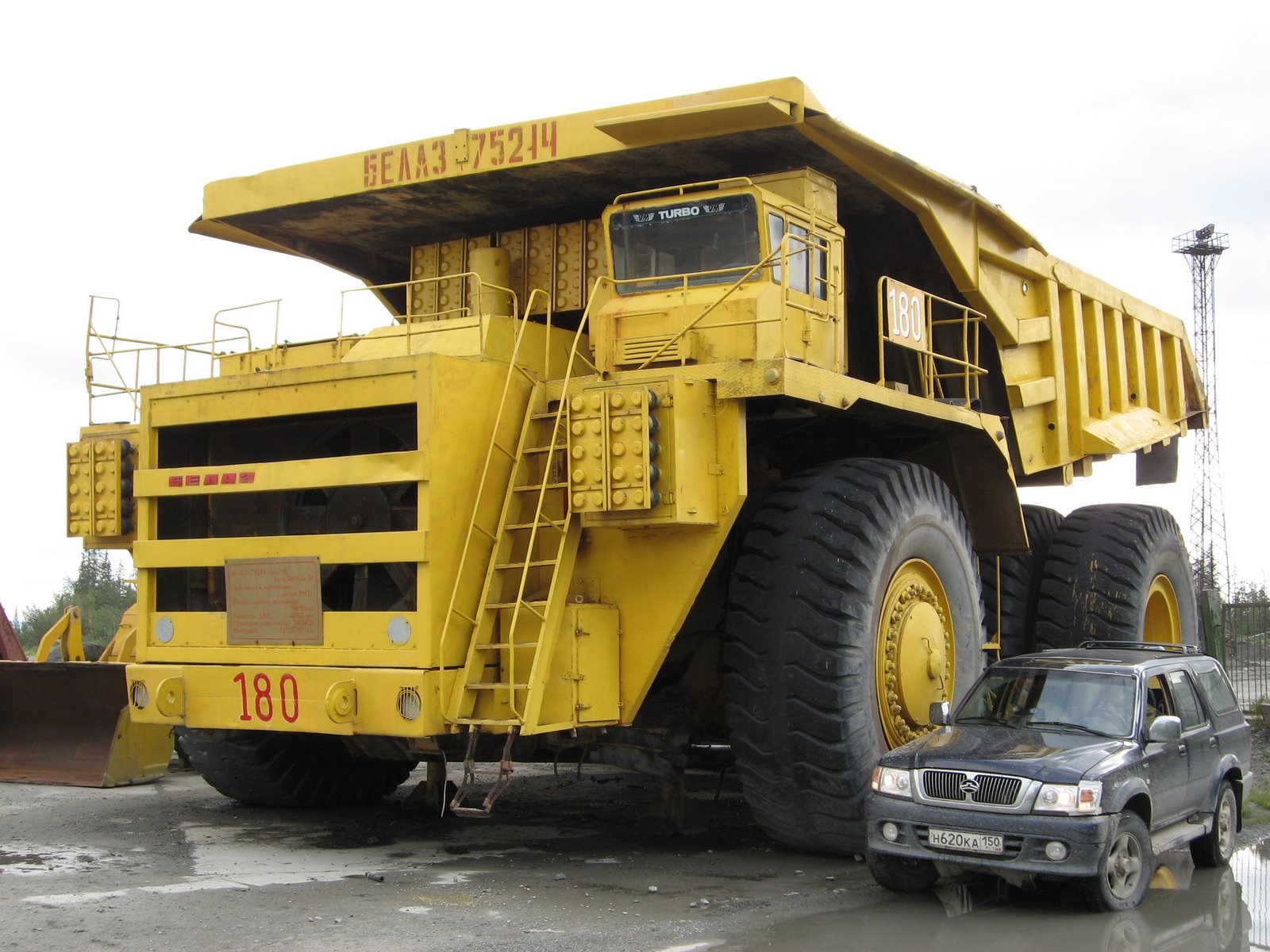
BelAZ-75214 im Größenvergleich mit einem Great-Wall-Safe-SUV

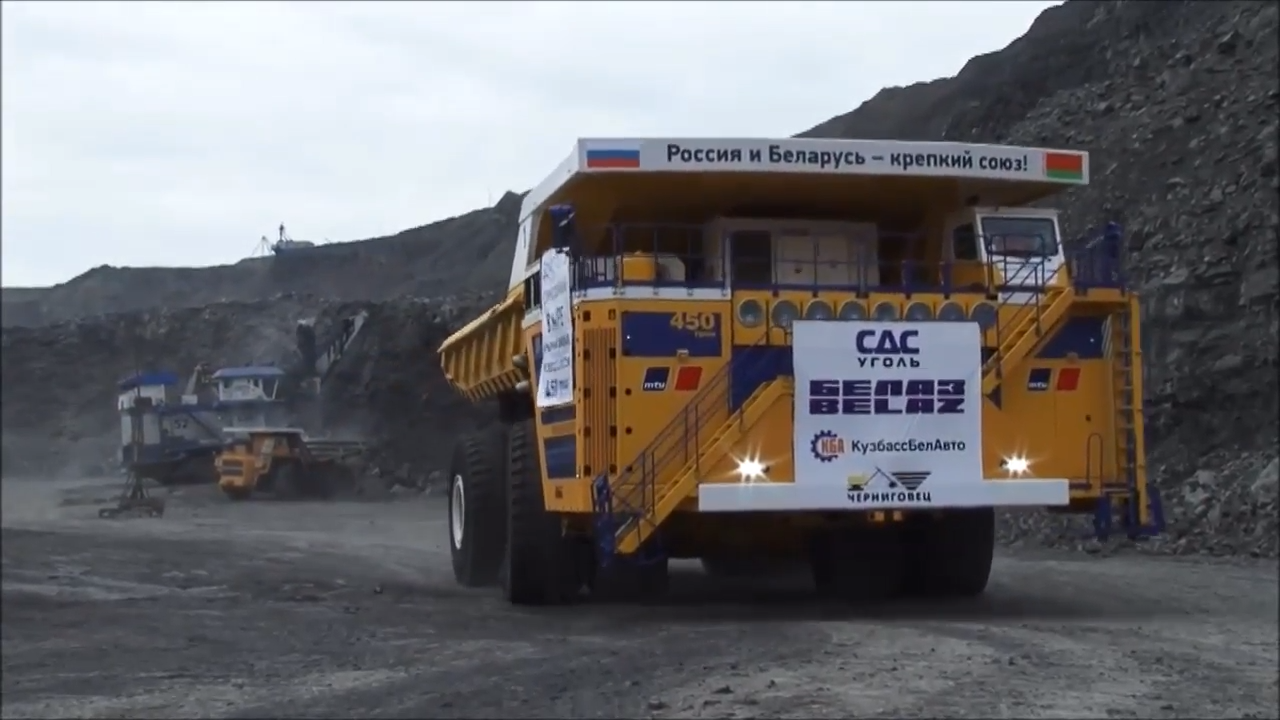
Der derzeit größte Muldenkipper BelAZ-75710 mit 450 t Nutzlast und 810 t Gesamtgewicht.

Soweit nichts anderes angegeben ist, handelt es sich um Großmuldenkipper. Wenn bekannt, werden Zuladung und Jahr der Erstproduktion aufgeführt. Neue Modelle sind fett markiert.

### Historische Modelle
- ex MAZ-525 als BelAZ-525, 25 t (1958–1965)
- ex MAZ-530 als BelAZ-530, 40 t (1960–1963)
- BelAZ-540, 27 t (1961–1967)
- BelAZ-540A, 27 t (1967–1985)
- BelAZ-540B, 45 t (1962, Prototyp)
- BelAZ-548A, 40 t (1967)
- BelAZ-548B, 65 t
- BelAZ-549, 75–80 t (1969)
- BelAZ-7519, 110–120 t (1977)
- BelAZ-7521, 180 t (1979)
- BelAZ-75211, 170–220 t (1983)
- BelAZ-75214
- BelAZ-7522
- BelAZ-75303
- BelAZ-75483

### Aktuelle Modelle
- BelAZ-7540, 30 t
- BelAZ-7545, 45 t
- BelAZ-7547, 42–45 t (seit 2004)
- BelAZ-7555, 55–60 t (seit 1994)
- BelAZ-7557, 90 t
- BelAZ-7513, 110–130 t (seit 1996)
- BelAZ-7517, 154–160 t
- BelAZ-7530, 180–220 t
- BelAZ-7531, 240 t
- BelAZ-7560, 320–360 t
- BelAZ-7558, 90 t
- BelAZ-75710, 450 t (seit 2013)
- BelAZ-7822, Radlader
- BelAZ-7823, Radlader
- MoAZ-75296, Betonmischer
- BelAZ-7421, Flugzeugschlepper

## Galerie

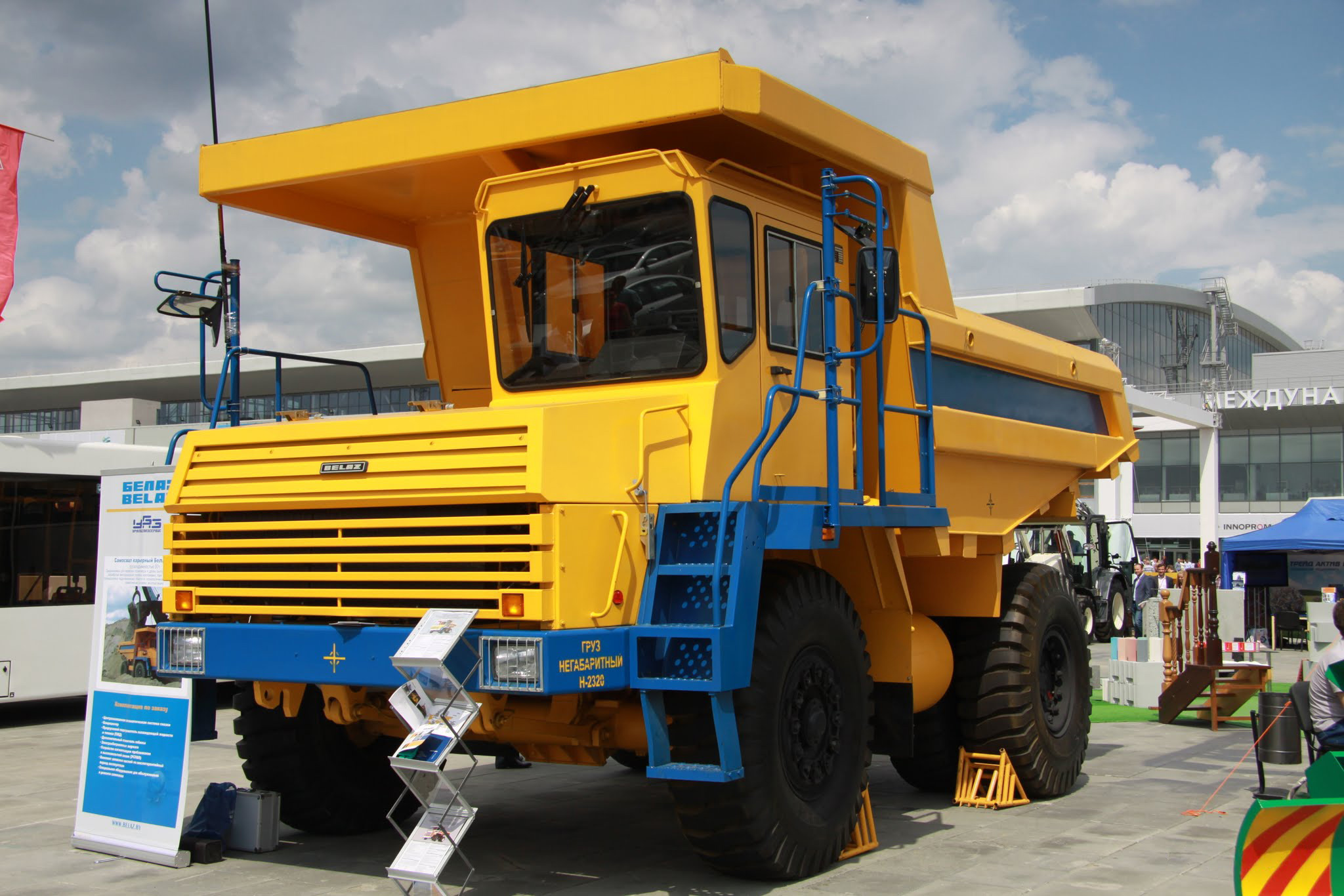
Muldenkipper BelAZ-7540 auf der Innoprom 2013
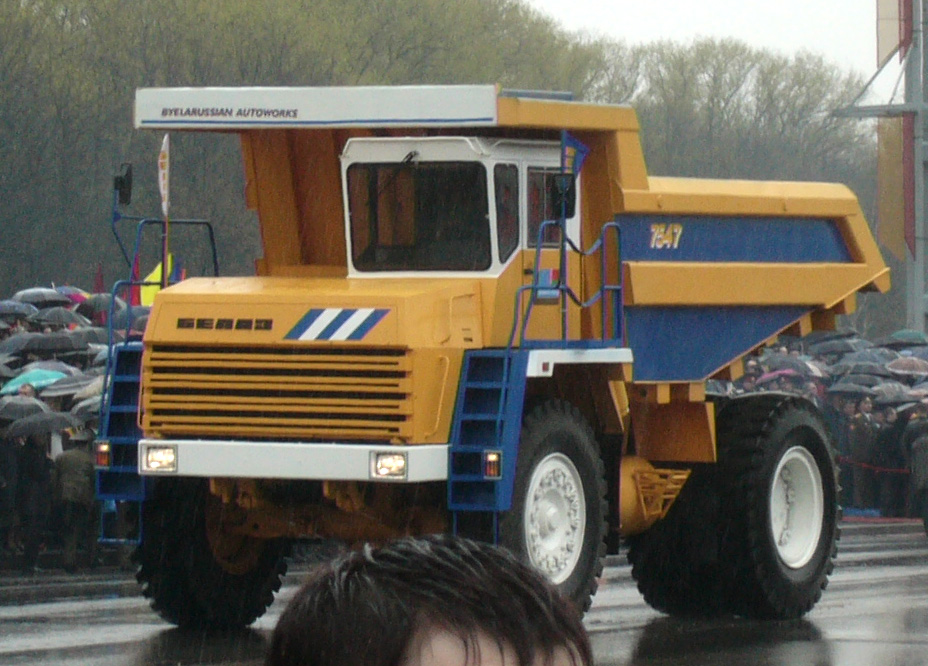
Muldenkipper BelAZ-7547
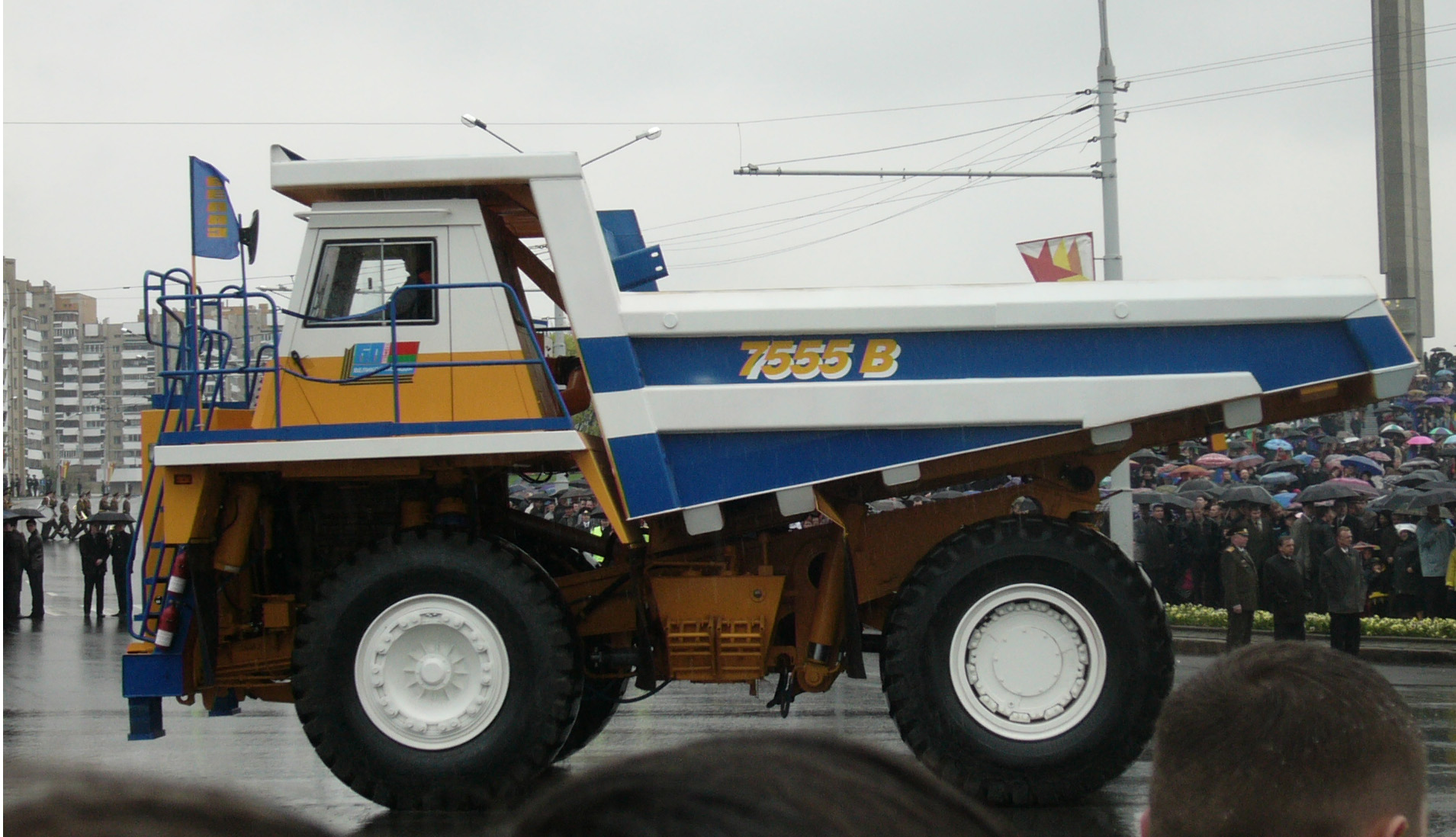
Muldenkipper BelAZ-7555
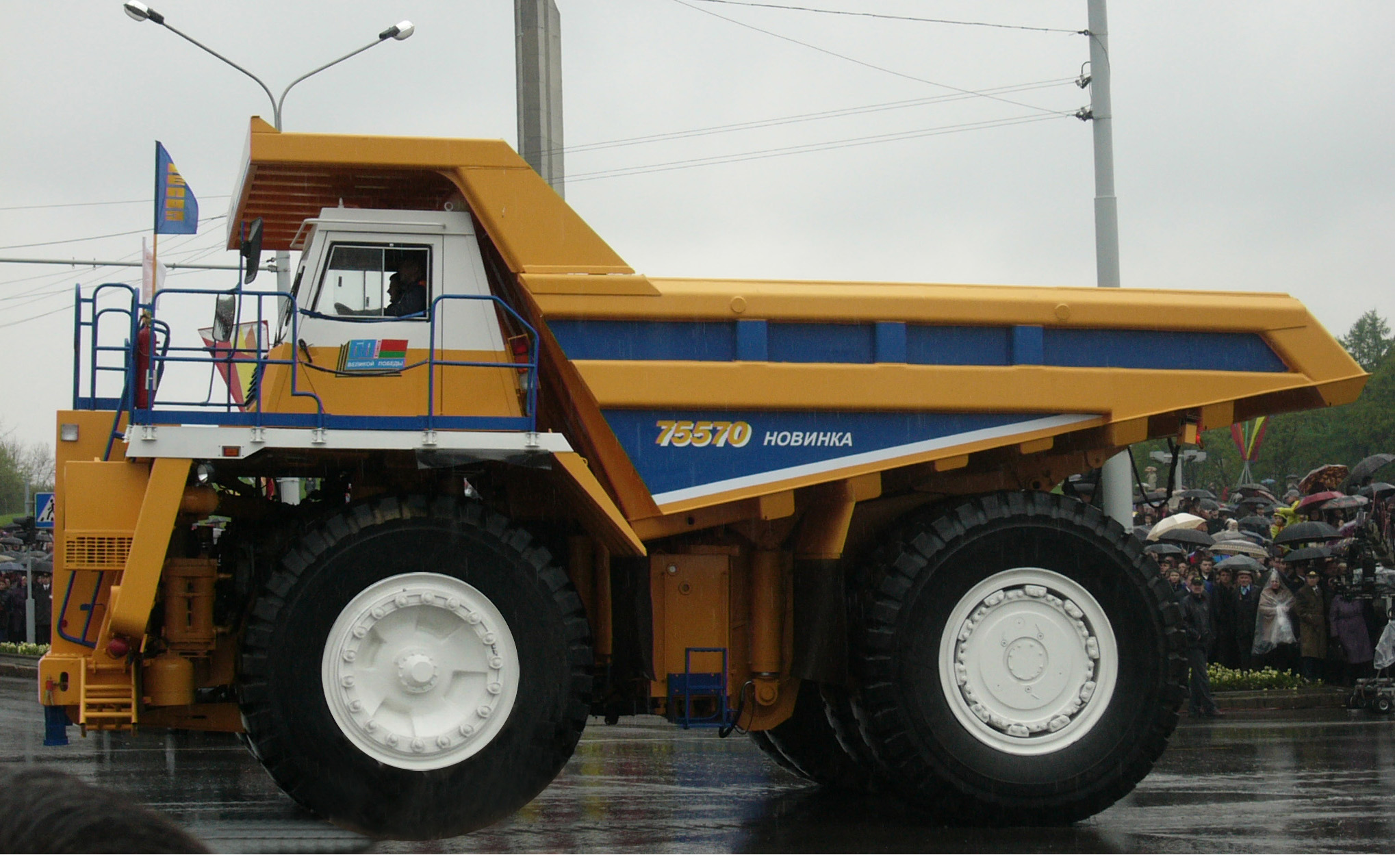
Muldenkipper BelAZ-75570
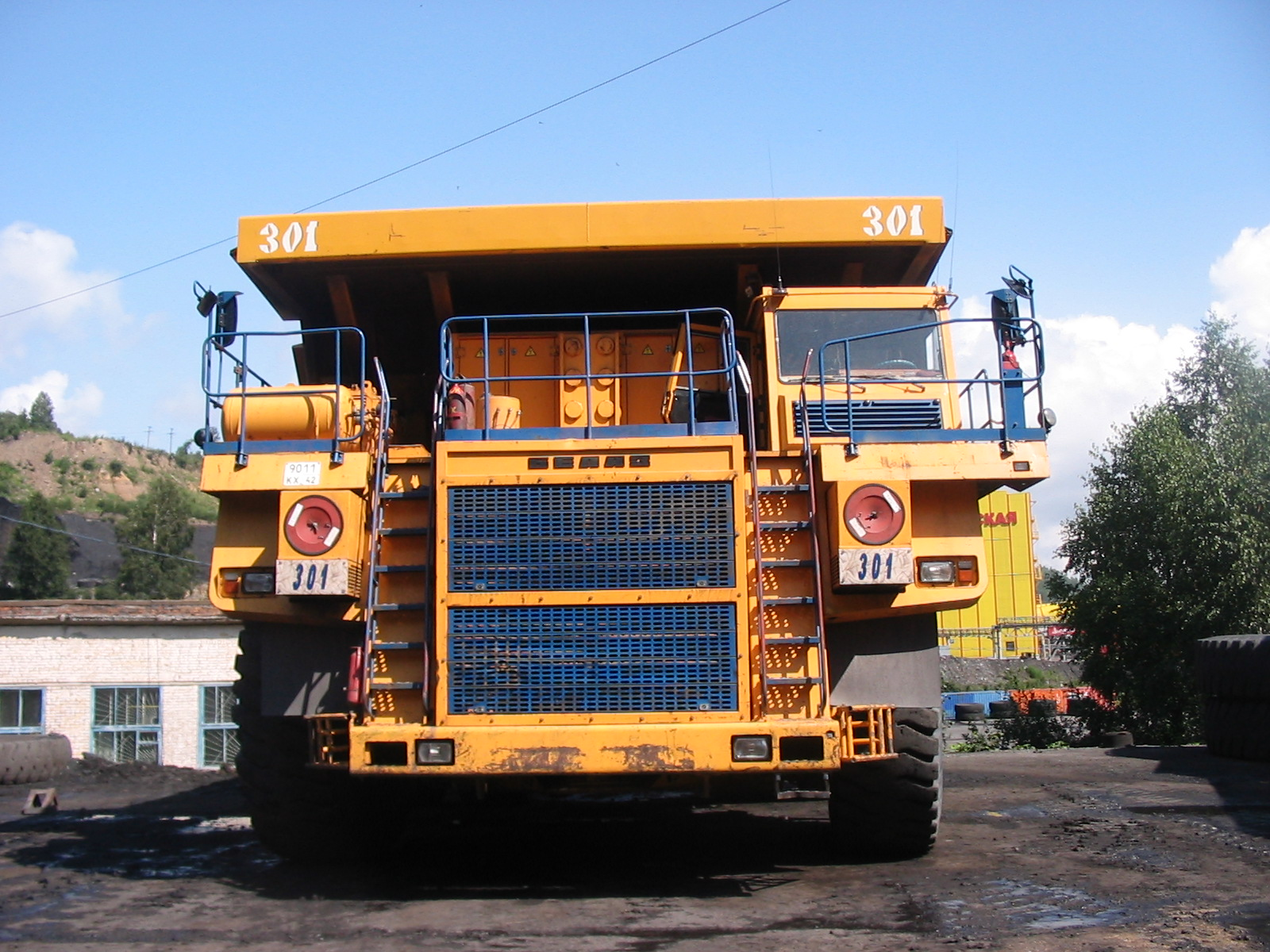
Muldenkipper BelAZ-7513
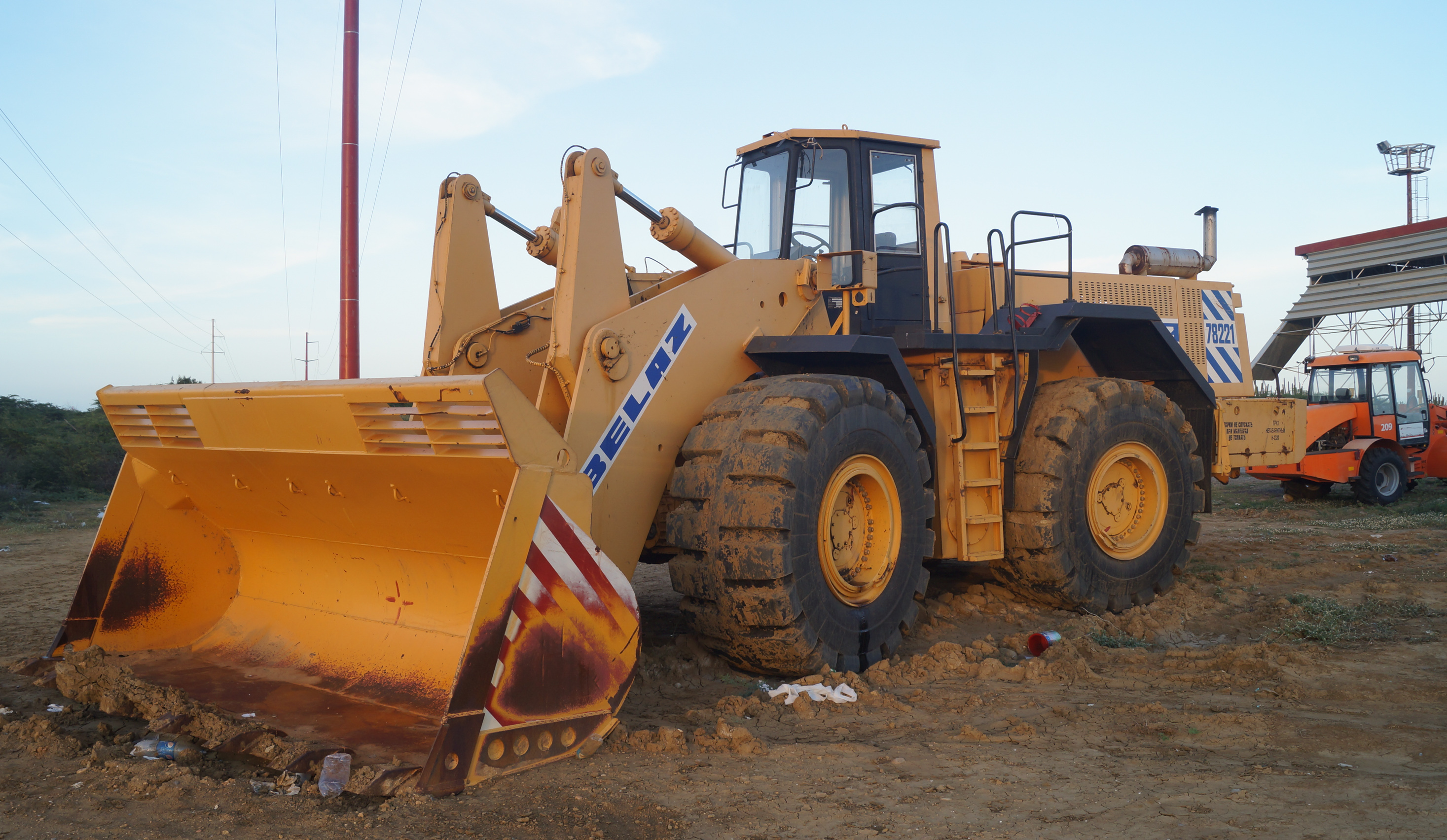
Radlader BelAZ-78221
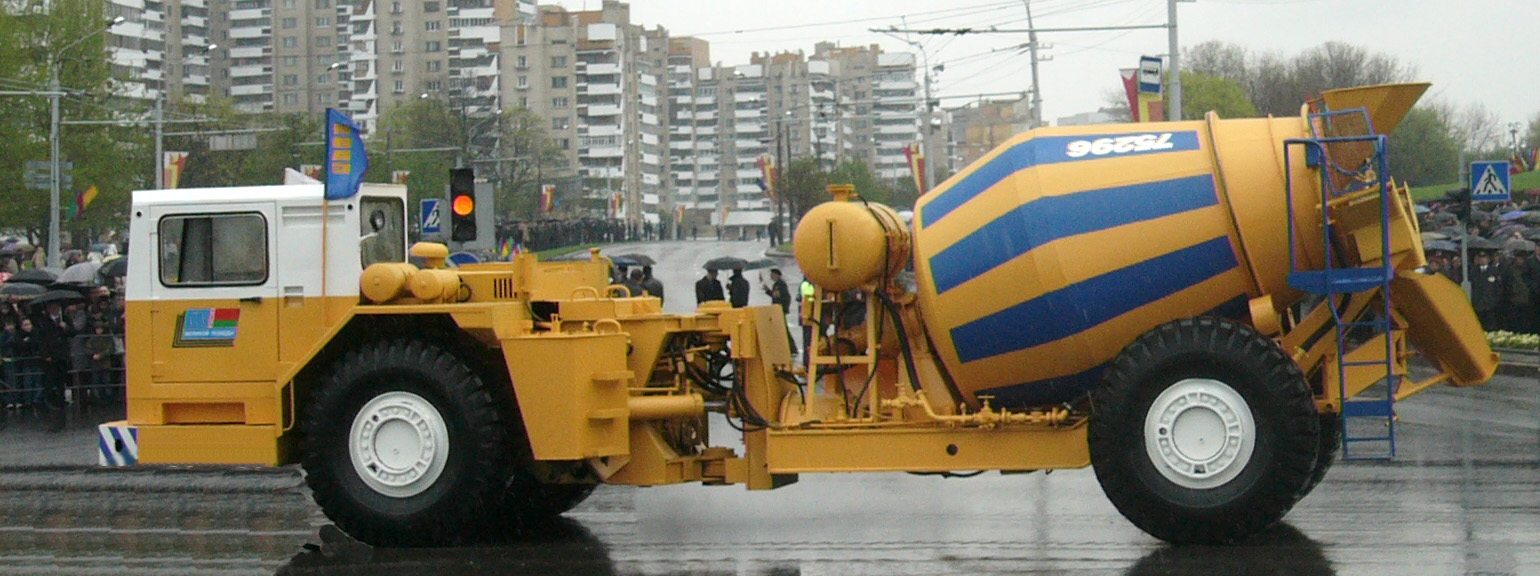
Betonmischer MoAZ-75296
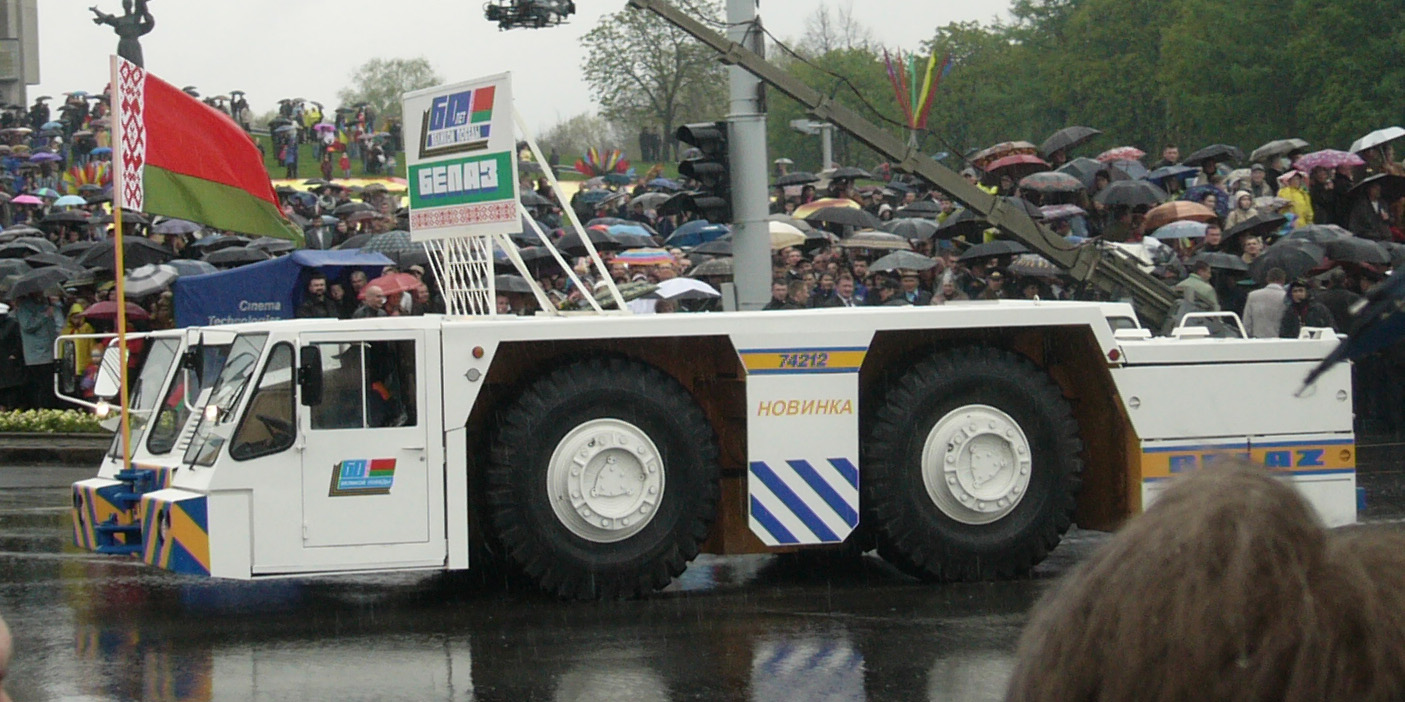
Flugzeugschlepper BelAZ-74212